# Caroliniella
Caroliniella is een kevergeslacht uit de familie van de boktorren (Cerambycidae). De wetenschappelijke naam van het geslacht werd voor het eerst geldig gepubliceerd in 1940 door Blair.

## Soorten
Caroliniella is monotypisch en omvat slechts de volgende soort:
- Caroliniella aenescens Blair, 1940